# Königstraße 61 (Mönchengladbach)

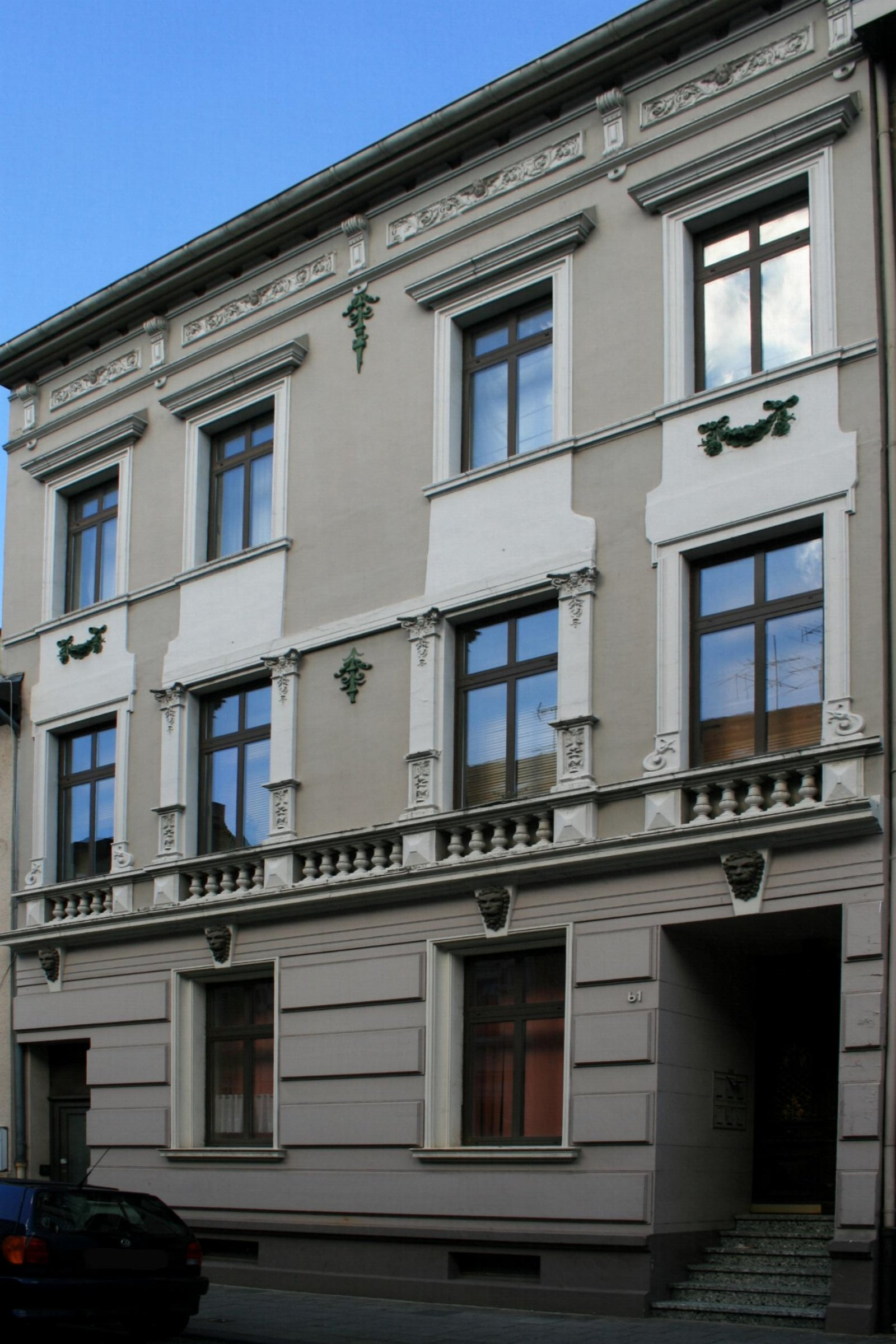
Wohnhaus (2010)

Das Wohnhaus Königstraße 61 steht im Stadtteil Rheydt in Mönchengladbach (Nordrhein-Westfalen).
Das Gebäude wurde um die Jahrhundertwende erbaut. Es wurde unter Nr. K 004  am 4. Dezember 1984 in die Denkmalliste der Stadt Mönchengladbach eingetragen.

## Architektur
Haus Nr. 61 ist ein dreigeschossiges Wohnhaus mit symmetrischer Fassadengliederung aus der Zeit der Jahrhundertwende. Die Gebäudemitte ist durch zwei mauerankerähnliche Gebilde im ersten und zweiten Obergeschoss betont.